# Gan (taal)
Gan of Ganyu is een taal die hoofdzakelijk in vijf provincies (Jiangxi, Hunan, Hubei, Anhui, Fujian) in China wordt gesproken. De taal wordt gesproken door ongeveer 48 miljoen mensen. Gan kan geschreven worden in Internationaal Fonetisch Alfabet en hanzi. Ook bestaan er enkele romanisatievormen voor Gan.
- Sino-Tibetaanse talen
  - Chinese talen
    - Gan

## Per provincie
- Jiangxi: 29 miljoen
- Hunan: 9 miljoen
- Hubei: 5,3 miljoen
- Anhui: 4,5 miljoen
- Fujian: 270.000

## Subtalen

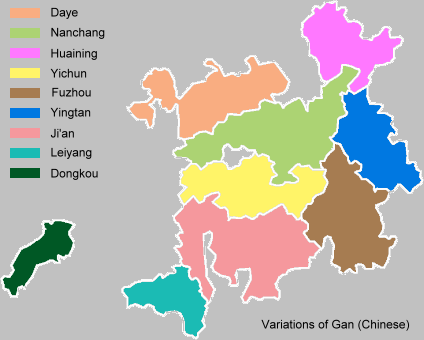
Gan subtalen op de kaart

Gan kan in een aantal subtalen verdeeld worden die in verschillende streken gesproken worden.
- Nanchanghua
- Yichunhua
- Ji'anhua
- Fuguanghua
- Yingtanhua
- Dayehua
- Leiyanghua
- Dongkouhua
- Huaininghua

## Kenmerken
Gan heeft vijf verschillende toonhoogtes.